# Пфлах
Пфлах (нім. Pflach) —  громада округу Ройтте у землі Тіроль, Австрія.
Пфлах лежить на висоті 840 м над рівнем моря і займає площу 13,84 км². Громада налічує 1263 мешканців.
Густота населення 91/км².
|                                |
| Пфлах на мапі округу та землі. |

 Адреса управління громади: Kohlplatz 7, 6600 Pflach.